# MLW World Heavyweight Championship
L'MLW World Heavyweight Championship è un titolo mondiale dei pesi massimi di proprietà della Major League Wrestling. Il titolo è stato istituito il 26 settembre 2002 durante l'evento Reload ed è stato attivo fino al 10 febbraio 2004 dopo che la federazione ha smesso di produrre eventi, ed è stato riattivato nel 2018, anno del ritorno in attività della MLW. L'attuale campione è Alex Hammerstone.

## Albo d'oro
| #  | Campione         | Regno | Data              | Giorni | Località                 | Evento                        | Note |
| -- | ---------------- | ----- | ----------------- | ------ | ------------------------ | ----------------------------- | --- |
| 1  | Shane Douglas    | 1     | 15 giugno 2002    | 90     | New York                 | Genesis                       | In un triple treat match che comprendeva Taiyo Kea e Vampiro                                                               |
| —  | Vacante          | —     | 13 settembre 2002 | —      | —                        | —                             | — |
| 2  | Satoshi Kojima   | 1     | 26 settembre 2002 | 267    | New York                 | Reload                        | Ha sconfitto Jerry Lynn per il titolo vacante                                                                              |
| 3  | Mike Awesome     | 1     | 20 giugno 2003    | <1     | Fort Lauderdale, Florida | Hybrid Hell                   | [ 3 ] |
| 4  | Steve Corino     | 1     | 20 giugno 2003    | 235    | Fort Lauderdale, Florida | Hybrid Hell                   | [ 3 ] |
| —  | Vacante          | —     | 10 febbraio 2004  | —      | —                        | —                             | |
| 5  | Shane Strickland | 1     | 12 aprile 2018    | 91     | Orlando, Florida         | The World Championship Finals | Strickland ha sconfitto Matt Riddle nelle finali di un torneo a otto uomini e a eliminazione diretta per il titolo vacante |
| 6  | Low Ki           | 1     | 12 luglio 2018    | 205    | Orlando, Florida         | Fusion                        | [ 5 ] [ 6 ] |
| 7  | Tom Lawlor       | 1     | 2 febbraio 2019   | 154    | Filadelfia, Pennsylvania | SuperFight                    | [ 7 ] |
| 8  | Jacob Fatu       | 1     | 6 luglio 2019     | 819    | Cicero, Illinois         | Kings of Colosseum            | [ 8 ] |
| 9  | Alex Hammerstone | 1     | 2 ottobre 2021    | 644    | Filadelfia, Pennsylvania | Fightland                     | Hammerstone ha sconfitto Jacob Fatu in un winner take all match, mettendo in palio l'MLW National Openweight Championship  |
| 10 | Alex Kane        | 1     | 8 luglio 2023     | 210    | Filadelfia, Pennsylvania | Never Say Never               | |
| 10 | Satoshi Kojima   | 2     | 3 febbraio 2024   | 403    | Filadelfia, Pennsylvania | SuperFight                    | |